# Virrei de Nàpols

Antic Regne de Nàpols.

El Virregnat de Nàpols, corresponia als territoris de l'antic Regne de Nàpols, que se estenia per tot el sud d'Itàlia i l'illa de Sicília. El virregnat espanyol a la zona durà entre 1505 i 1707, quan fou reemplaçat per un virregnat austríac, membre del Sacre Imperi Romanogermànic, ja que després de la Guerra de Successió, el territori fou ocupat per tropes lleials a la Casa d'Habsburg.

## Llista de virreis de Nàpols
- 1505-1507 Joan Ramon Folc IV de Cardona, Duc de Cardona.
- 1507-1509 Joan II de Ribagorça, Comte de Ribagorça.
- 1509-1522 Ramon Folc de Cardona-Anglesola, Comte d'Albento.
- 1522-1527 Carles de Lannoy.
- 1527-1528 Hug de Montcada.
- 1528-1530 Filibert de Chalôns, Príncep d'Orange.
- 1530-1532 Pompeu Colonna, Cardenal.
- 1532-1553 Pedro Álvarez de Toledo y Zúñiga, Marqués de Villafranca del Bierzo.
- 1554 Pedro Pacheco Ladrón de Guevara, Obispo de Jaén.
- 1555 Bernardino de Mendoza. (Interí)
- 1555-1556 Fernando Álvarez de Toledo y Pimentel, Duc d'Alba.
- 1556-1558 Fadrique Álvarez de Toledo y Enríquez de Guzmán. (Interí)
- 1558 Juan Manrique de Lara. (6 juny al 10 d'octubre)
- 1558 Bartolomé de la Cueva, Cardenal.
- 1559-1571 Pedro Afán de Ribera, Duc d'Alcalá.
- 1571-1575 Antonio Perrenot Granvela, Cardenal.
- 1575-1579 Íñigo López de Hurtado de Mendoza, Marqués de Mondéjar.
- 1579-1582 Juan de Zúñiga y Requesens.
- 1582-1586 Pedro Téllez-Girón i de la Cueva, I Duc d'Osuna.
- 1586-1595 Juan de Zúñiga-Avellaneda y Bazán, Comte de Miranda del Castañar.
- 1595-1599 Enrique de Guzmán, Comte de Olivares.
- 1599-1601 Fernando Ruiz de Castro y Andrade, VI Comte de Lemos.
- 1601-1603 Francisco Ruiz de Castro. (Interí)
- 1603-1610 Juan Alonso Pimentel de Herrera, Comte de Benavente.
- 1610-1616 Pedro Fernández de Castro y Andrade, VII Comte de Lemos.
- 1616-1620 Pedro Téllez-Girón y Velasco, III Duc de Osuna.
- 1620 Gaspar de Borja y Velasco, Cardenal.
- 1620-1622 Antonio Zapata, Cardenal.
- 1622-1629 Antonio Álvarez de Toledo i Beaumont de Navarra, Duc d'Alba.
- 1629-1631 Fernando Afán de Ribera y Enríquez, Duc d'Alcalá.
- 1631-1636 Manuel de Acevedo y Zúñiga, Comte de Monterrey.
- 1636-1644 Ramiro Núñez de Guzmán, Duc de Medina de las Torres.
- 1644-1646 Juan Alfonso Enríquez de Cabrera y Colonna.
- 1646-1648 Rodrigo Ponce de León.
- 1648 Joan Josep d'Àustria.
- 1648-1653 Íñigo Vélez de Guevara, Comte de Oñate.
- 1653-1658 García de Haro-Sotomayor i Guzmán, Comte de Castrillo.
- 1658-1664 Gaspar de Bracamonte y Guzmán, Comte de Peñaranda.
- 1664-1666 Pasqual d'Aragó, Cardenal.
- 1666-1671 Pere Antoni d'Aragó.
- 1671 Fadrique Álvarez de Toledo y Ponce de León, Marqués de Villafranca. Interí)
- 1672-1675 Antonio Álvarez Osorio, Marqués de Astorga.
- 1675-1683 Fernando Fajardo y Álvarez de Toledo, Marqués de los Vélez.
- 1683-1687 Gaspar de Haro, Marqués del Carpio.
- 1687-1696 Francisco de Benavides, Marqués de Santisteban.
- 1696-1702 Luis Francisco de la Cerda y Aragón, Duc de Medinaceli.
- 1702-1707 Juan Manuel Fernández Pacheco-Cabrera de Bobadilla y de Zúñiga, Duc d'Escalona.